# Okręg Śląsk Narodowych Sił Zbrojnych
Okręg VIII Śląsk NSZ – jeden z okręgów w strukturze organizacyjnej Narodowych Sił Zbrojnych (NSZ).
Okręg powstał wiosną 1943 r. Początkowo nie wyłoniono jego komendy, a utrzymano jedynie strukturę szkieletową. W styczniu 1944 r. połączono okręgi śląski i częstochowski w ramach Inspektoratu Ziem Zachodnich. Nowy okręg stanowiło siedemnaście powiatów wojskowych. Liczył ok. 5 tys. członków, w tym ok. 3,5 tys. z byłego Okręgu Częstochowa. 
W wyniku ofensywy Armii Czerwonej nastąpiło zawieszenie działalności NSZ na Górnym Śląsku. W marcu 1945 r. Odtworzono VII Okręg Śląsko-Dąbrowski NSZ. Wszedł on w skład Obszaru Południe NSZ. W czerwcu 1945 został rozpracowany i rozbity przez siły UB. Powtórnie odtworzony na początku 1946 r. sztab Okręgu Śląskiego w Gliwicach znalazł się też pod pełną kontrolą władz bezpieczeństwa. Kontrolowaną przez UB siatkę konspiracyjną związaną z byłym Okręgiem Śląskim zlikwidowano ostatecznie pod koniec 1948 r. 

## Komendanci okręgu
- mjr Stanisław Nowak ps. "Zygmunt" (do grudnia 1943)
- kpt./mjr NSZ Leon Janik ps. "Janosik" (od grudnia 1943 do lutego 1944)
- mjr/ppłk NSZ NN ps. "Jan Lech" (od lutego do kwietnia 1944)
- mjr Bolesław Karczewski ps. "Karski" (do września 1944)
- kpt. Stanisław Salski "Sokołowski" (od marca 1945)
- N.N. "Łamigłowa" (od czerwca 1945)[2]